# Каллахті
Каллахті (фін. Kallahti, швед. Kallvik) — квартал району Вуосаарі у Східному Гельсінкі, Фінляндія. Площа — 1,93 км², населення — 6 936 осіб. Забудова кварталу відбулась після 1991 року.
У кварталі розташована рекреаційна зона Каллахденніемі та природний заповідник Каллахденхар'ю

## Посилання

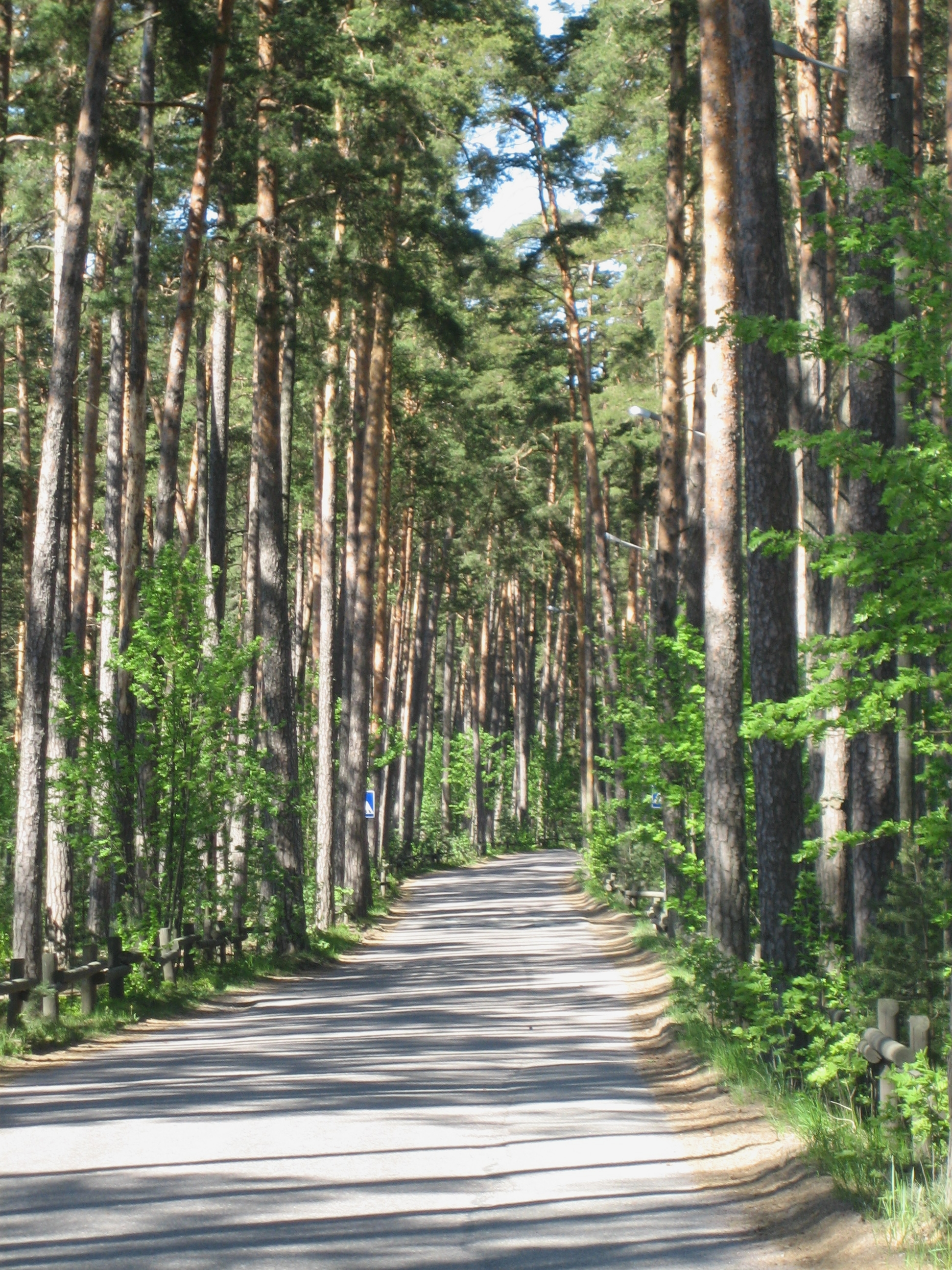
Каллвікіннієментіе Каллвікінхар'юлла.
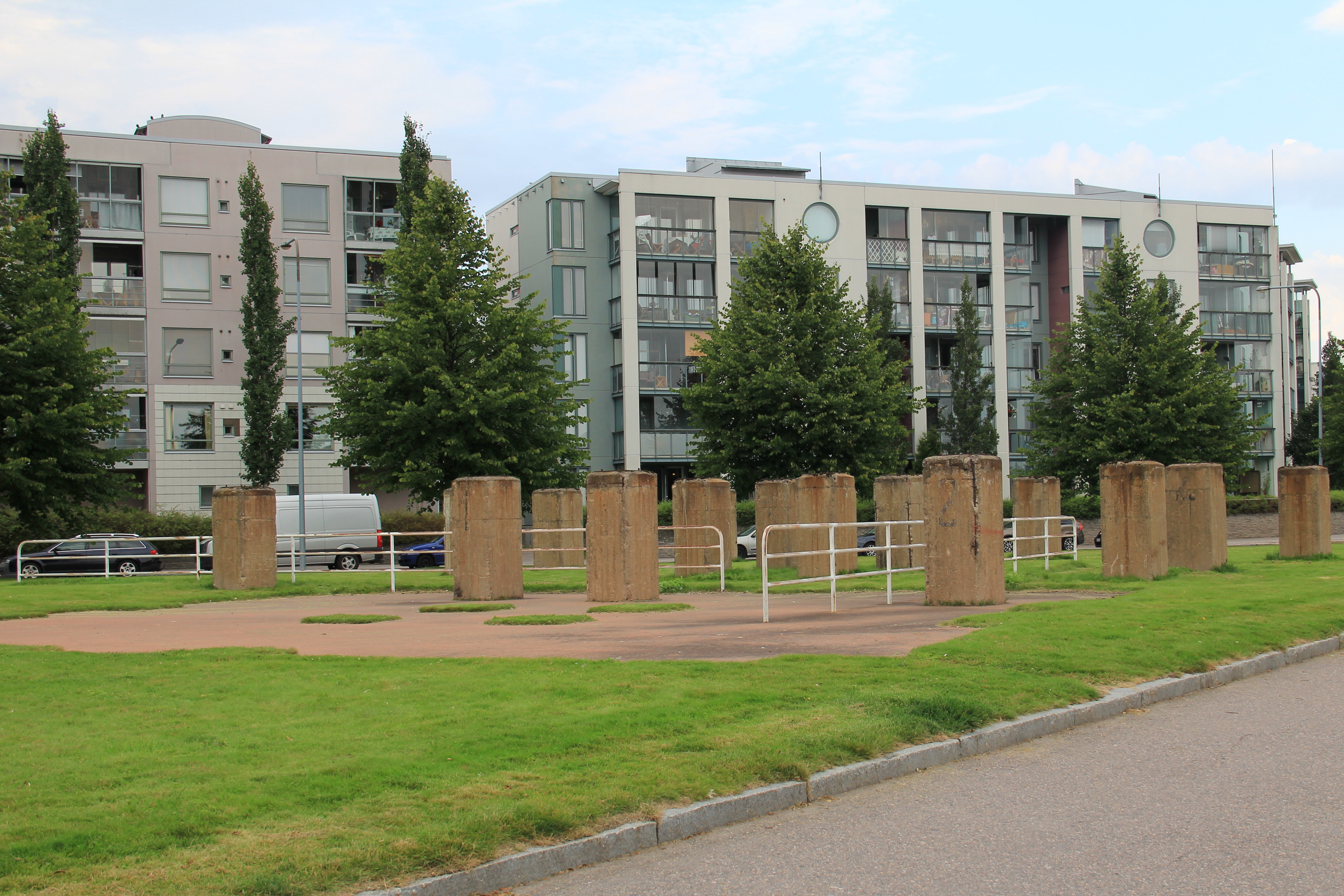
Фундаменти старих кранів